# Педро де Алькантара Альварес де Толедо-и-Гонзага
Педро де Алькантара Альварес де Толедо-и-Гонзага (исп. Pedro de Alcántara Álvarez de Toledo y Gonzaga; 20 октября 1765, Мадрид — 8 июля 1824, Мадрид) — испанский аристократ, служивший при испанском королевском доме. Граф де Миранда-дель-Кастаньяр, герцог Пеньяранда, гранд Испании, кавалер Ордена Золотого Руна.

## Биография
Родился 20 октября 1765 года в Мадриде. Пятый и последний сын Антонио Альвареса де Толедо Осорио, 11-го маркиза Вильяфранка-дель-Бьерсо (1716—1773), и его второй жены, Марии Антонии Гонзага-и-Караччоло (1735—1801), дочери 1-го герцога Сольферино.
Его отец, умерший, когда Педро де Алькантара было всего восемь лет, был дворянином Королевской палаты Фердинанда VI и майордомом королевы Барбары Брагансской. Он также был советником Совета управляющих и президентом Государственного управления.
В очень молодом возрасте, как и два его старших брата, он поступил в королевский двор как джентльмен королевской палаты. Его старший брат, Хосе Альварес де Толедо-и-Гонзага, женился на знаменитой Каэтане де Сильва-и-Альварес де Толедо, 13-й герцогине Альба, но умер в 1796 году.
Педро де Алькантара женился на Марии дель Кармен Хосефе де Суньига и Фернандес де Веласко (1774—1829), 13-й герцогине Пеньяранда и 13-й графине де Миранда, дочери и наследнице Педро де Суньиги и Хирона, 12-го герцога де Пеньяранда (1730—1790), и Анны Марии Фернандес де Веласко. У супругов не было детей.
Вскоре он завоевал доверие принца Астурийского Фердинанда и завязал с ним дружеские отношения.
После войны за независимость и возвращения короля Фердинанда VII последний назначил его главным майордомом и, следовательно, главой своего королевского дома в июне 1815 года.
Абсолютный реакционер, он был одним из первых королевских слуг, освобожденных правительством Либерального трехлетия в 1820 году. Однако, как только король восстановил власть в 1823 году, он был восстановлен на своем посту.
Он скончался 8 июля 1824 года в Мадриде.
Монарх не заполнил свою вакансию, поручив Хоакину Феликсу де Саманьего Урбине Писарро-и-Веландиа (1769—1844), 4-му маркизу Вальверде, овдовевшему графу Торрехону, главному управляющему королевы Марии Хосефы Саксонской, а затем королевы Марии Кристины де Бурбон-Сицилийской, исполнять обязанности управляющего королевы-регента после смерти мужа.